# 조지 살몬

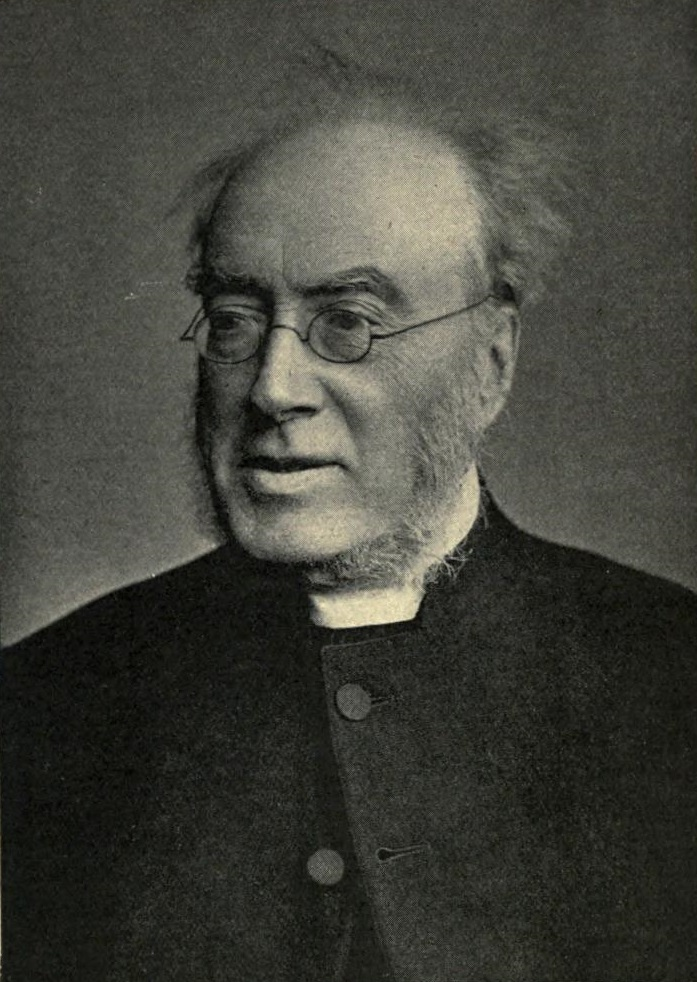

조지 살몬(George Salmon, 1819년 9월 25일 ~ 1904년 1월 22일)은 아일랜드의 수학자, 성공회 신학자이다. 20년 동안 대수기하학을 갖고 연구했으며 생애의 마지막 40년을 신학으로 헌신했다. 그의 경력 전반은 트리니티 칼리지 더블린에서 보냈다.
더블린에서 태어났다. 어릴 때 코크에서 보냈다. 1839년 트리니티 칼리지 수학과에서 1등으로 졸업했다. 1845년 아일랜드 성공회의 사제가 되었다. 1904년 1월 22일 사망하여 더블린에 묻혔다.

## 같이 보기
- 파스칼의 정리